# John Christensen (tyngdlyftare)
John Robert Christensen, född 20 februari 1962 i Helsingborg i Sverige, död 31 mars 2009, var en svensk tyngdlyftare, som fälldes vid olympiska sommarspelen 1988 i Seoul för doping. Han skickades hem till Sverige och blev avstängd från all tävling i två år, samt livstids avstängning från landslaget. 
Christensen sa så här sedan han blivit avslöjad: 
"Jag visste att alla andra hållit på på samma sätt. Det låter kanske som en dålig ursäkt, men jag vet ju hur det ligger till." 
(Svensk idrott nummer 8 1991)
Efter sin tyngdlyftarkarriär åkte Christensen bland annat ut i skolor för att hålla föredrag och varna ungdomar för att använda sig av dopningspreparat.
Christensen föddes i Helsingborg av nyinflyttade danska föräldrar. Familjen flyttade senare till Ekeby. Han började i den lokala brottarklubben men byttes snart ut mot tyngdlyftningen i Greppet i Helsingborg. Efter gymnasiet utbildade han sig till idrottsledare vid Bosöns idrottsfolkhögskola och anställdes som fritidsledare på fritidsgårdar  i Helsingborgs kommun.